# レッスルマニアX-Seven
レッスルマニアX-Seven（レッスルマニアセヴンティーン、WrestleMania X-Seven）は、2001年4月1日にアメリカ合衆国のプロレス団体WWE（当時はWWF）が開催した年間最大の興行およびPPVの名称である。時系列的には、レッスルマニアの第17回大会にあたる。

## 概要
- 前年に続き2年連続で同じカードが組まれたWWFタッグ王座戦はTLC方式に変更され、プロレスリング・イラストレーテッド紙において2001年の年間最高試合に選出された[4]。

- カート・アングル対クリス・ベノワ戦は、後にWWEから発売されたレッスルマニアXXのDVD特典に収録されている、WWEのスーパースター達が選ぶレッスルマニア名勝負トップ10において10位に選ばれている。

- トリプルH対ジ・アンダーテイカー戦におけるトリプルHの入場時には、彼のテーマ曲を歌っているモーターヘッドが生演奏を披露した。

- メインイベントのザ・ロック対ストーン・コールド・スティーブ・オースチン戦では、終盤に差し掛かるとシェイン・マクマホンとの試合を終えたばかりのミスター・マクマホンが突如乱入、長きにわたって抗争を繰り広げてきたオースチンを襲うと思われたが、ロックのフォールを妨げた後にオースチンの指示に従うように椅子でロックを攻撃、最後はオースチンが椅子でロックを滅多打ちにして勝利した。試合後、仇敵同士であるはずのオースチンとマクマホンは缶ビールで祝杯をあげ、観客および視聴者に両者が結託したことを示した。オースチンのヒールターンは彼がトップスターになって以後では初めてのことだったが、後のインタビューにおいてオースチンはこのヒールターンは失敗だったとし、試合直前になってからでもエンディングの台本を変更すべきだったとコメントしている。

- ちなみに、本大会はオースチンの地元テキサスで開催されたということもあり、翌年のレッスルマニアX8のホーガン戦ほどではないにしろロックに対してブーイングが飛び、オースチンがヒールターンしてバッドエンディングになったにもかかわらず、観客はオースチンの戴冠に大いに盛り上がった。

## 結果
- サンデー・ナイト・ヒート・マッチ -Sunday Night HEAT Match-

○X-ファクター (X-パック&ジャスティン・クレディブル) vs スティーブ・ブラックマン&グランマスタ・セクシー●
- WWFインターコンチネンタル王座戦 -WWF Intercontinental Championship-

○クリス・ジェリコ (c) vs ウィリアム・リーガル●
- ○A.P.A (ブラッドショー&ファルーク) &タズ (w / ジャクリーン) vs ライト・トゥー・センサー (バル・ビーナス&ザ・グッドファーザー&ブル・ブキャナン) (w / スティーブン・リチャーズ) ●

- トリプルスレット形式WWFハードコア王座戦 -Triple Threat Match for the WWF Hardcore Championship-

レイヴェン (c) vs ○ケイン vs ビッグ・ショー●
- WWFヨーロピアン王座戦 -WWF European Championship-

●テスト (c) vs エディ・ゲレロ (w / ペリー・サターン) ○
- ○カート・アングル vs クリス・ベノワ●

- WWF女子王座戦 -WWF Women's Championship-

●アイボリー (c) vs チャイナ○
- ストリート・ファイト・マッチ -Street Fight Match- スペシャル・レフェリー：ミック・フォーリー

○シェイン・マクマホン vs ミスター・マクマホン●
- TLC形式WWFタッグ王座戦 -TLC Match for the WWF Tag Team Championship-

ダッドリー・ボーイズ (ババ・レイ・ダッドリー&ディーボン・ダッドリー) (c) vs ハーディー・ボーイズ (マット・ハーディー&ジェフ・ハーディー) vs エッジ&クリスチャン○
- ギミック・バトルロイヤル -Gimmick Battle Royal-

優勝者アイアン・シーク
以下出場者一覧 アイアン・シーク、サージェント・スローター、ブッシュワッカー・ルーク、ブッシュワッカー・ブッチ、デューク・ドロシー、ドインク・ザ・クラウン、ニコライ・ボルコフ、タグボート、アースクエイク、ゴブリディ・グッカー、ヒルビリー・ジム、ブラザー・ラブ、マイケル・ヘイズ、ワンマン・ギャング、カマラ、キム・チー、ジム・コルネット、ザ・グーン、リポマン
- ○ジ・アンダーテイカー vs トリプルH●

- ノー・DQ形式WWF王座戦 -No Disqualification Match for the WWF Championship-

●ザ・ロック (c) vs "ストーンコールド" スティーブ・オースチン○